# ドラゴンボール 全曲集 (2003年盤)
『ドラゴンボール 全曲集』（ドラゴンボール ぜんきょくしゅう）は、テレビアニメ『ドラゴンボール』のコンピレーション・アルバム。2003年9月25日にコロムビアミュージックエンタテインメントから発売された。

## 概要
- テレビアニメ『ドラゴンボール』のボーカルアルバム。劇中で使用された主題歌や挿入歌、キャラクターソングが収録されている。
- 1987年12月発売の同タイトルCDのリニューアル盤。
オリジナル盤収録曲16曲に『ドラゴンボールZ ヒット曲集 V 光の旅』に収録されていた「魔訶不思議アドベンチャー!（ニュー・リミックス・ロング・バージョン ）」を追加したもの。
曲順はオリジナル盤の終わりに1曲追加した構成ではなく、曲順に相違がある（ベスト盤『「ドラゴンボール」「ドラゴンボールZ」大全集』のDisc.1と同じ曲順）
- ジャケットもリニューアルされ、孫悟空と神龍が描かれているものに変更された。

## 収録曲
1. 魔訶不思議アドベンチャー! [3:48]
歌：高橋洋樹
作詞：森由里子、作曲：いけたけし、編曲：田中公平
2. Mr.ドリームを探せ [4:18]
歌：橋本潮
作詞：森由里子、作曲：いけたけし、編曲：京田誠一
3. 青き旅人たち [4:00]
歌：高橋洋樹
作詞：森由里子、作曲：いけたけし、編曲：京田誠一
4. 不思議ワンダーランド [4:03]
歌：Wonderland Gang
作詞：吉田健美、作曲：いけたけし、編曲：京田誠一
5. 武天老師の教え [2:49]
歌：亀仙人（宮内幸平）
作詞：吉田健美、作曲：菊池俊輔、編曲：神保正明
6. 孫悟空ソング [3:32]
歌：孫悟空（野沢雅子）
作詞：河岸亜砂、作曲：菊池俊輔、編曲：神保正明
7. ウルフハリケーン [3:42]
歌：ヤムチャ（古谷徹）
作詞：井上敏樹、作曲：いけたけし、編曲：京田誠一
8. 風を感じて [3:53]
歌：Wonderland Gang
作詞：吉田健美、作曲：いけたけし、編曲：田中公平
9. めざせ天下一 [3:40]
歌：高橋洋樹
作詞：吉田健美、作曲：いけたけし、編曲：京田誠一
10. 夢をおしえて [4:00]
歌：橋本潮
作詞：森由里子、作曲：いけたけし、編曲：田中公平
11. レッド リボン アーミー [3:57]
歌：Wonderland Gang
作詞：吉田健美、作曲：いけたけし、編曲：田中公平
12. 初恋は雲にのって [4:25]
歌：山野さと子
作詞：森由里子、作曲：いけたけし、編曲：田中公平
13. 燃えるハートで 〜レッドリボン軍をやっつけろ〜 [4:00]
歌：Wonderland Gang
作詞：吉田健美、作曲：いけたけし、編曲：山本健司
14. 悟空のgokigenジャーニー [3:07]
歌：孫悟空（野沢雅子）
作詞：森由里子、作曲：いけたけし、編曲：山本健司
15. ドラゴンボール伝説 [3:56]
歌：高橋洋樹
作詞：泉鬼角、作曲：いけたけし、編曲：京田誠一
16. ロマンティックあげるよ [3:45]
歌：橋本潮
作詞：吉田健美、作曲：いけたけし、編曲：田中公平
17. 魔訶不思議アドベンチャー!（ニュー・リミックス・ロング・バージョン ） [4:44]
歌：高橋洋樹
作詞：森由里子、作曲：いけたけし、編曲：田中公平

## 解説
| 曲名                                          | 詳細               |
| --------------------------------------------- | ------------------ |
| 魔訶不思議アドベンチャー!                     | オープニングテーマ |
| 青き旅人たち                                  | 挿入歌             |
| 不思議ワンダーランド                          | 挿入歌             |
| 武天老師の教え                                | 挿入歌             |
| ウルフハリケーン                              | 挿入歌             |
| めざせ天下一                                  | 挿入歌             |
| レッド リボン アーミー                        | 挿入歌             |
| 燃えるハートで 〜レッドリボン軍をやっつけろ〜 | 挿入歌             |
| ドラゴンボール伝説                            | 挿入歌             |
| ロマンティックあげるよ                        | エンディングテーマ |